# Chocónachtschwalbe
Die Chocónachtschwalbe (Nyctiphrynus rosenbergi, Syn.: Caprimulgus ocellatus) auch Rosenberg-Nachtschwalbe ist eine Vogelart aus der Familie der Nachtschwalben (Caprimulgidae).
Früher wurde die Art als konspezifisch mit der Augennachtschwalbe (Nyctiphrynus ocellatus) angesehen, unterscheidet sich aber durch die Stimme.
Sie kommt in Ecuador (Provinz Pichincha) und Kolumbien (Departamento del Chocó)
vor.
Ihr Verbreitungsgebiet umfasst subtropischen oder tropischen feuchten
Flachlandwald (immergrün) bis 900 m Höhe.

## Beschreibung

Verbreitungsgebiet (grün) der Chocónachtschwalbe

Die Chocónachtschwalbe ist 19–21 cm groß und wiegt etwa 52 g. Die Geschlechter unterscheiden sich kaum. Die Oberseite und die Flügeldecken sind dunkelbraun, blass zimtfarben und ziemlich kräftig schwarzbraun gepunktet mit wenigen auffallenden weißen Flecken auf den Flügeldecken. Sie hat einen breiten weißen, schwarz abgesetzten Kehlfleck.
Sie sieht rundlich aus aufgrund ihrer kurzen Flügel und des kurzen Schwanzes mit weißen Spitzen an den Steuerfedern.
Die Chocónachtschwalbe kann mit der Augennachtschwalbe (Nyctiphrynus ocellatus) verwechselt werden.

## Stimme
Der Ruf des Männchens wird als kurzes klingendes kwor, kwor, kweeé, der letzte Ton pfeifend oder als we‘e‘e-ooo beschrieben.

## Lebensweise
Die Nahrung besteht aus Nachtfaltern und Käfern einschließlich Blatthornkäfern und Rüsselkäfern. Die Chocónachtschwalbe jagt überwiegend nachtaktiv fliegend über den Baumwipfeln. Tagsüber ruht sie auf dem Boden zwischen Blättern.
Die Brutzeit liegt in Ecuador zwischen März und Juni und in Kolumbien zwischen Mai und Juni.

## Gefährdungssituation
Die Chocónachtschwalbe gilt als „potenziell gefährdet“ (near threatened).